# 普利茅斯弟兄会
弟兄運動（英語：Brethren movement）為1820年代後期開展於愛爾蘭和英國的基督教改革運動，以達秘、慕勒、葛若弗斯等為主要代表人物。他們特別強調遵守聖經的話，棄掉形式上的組織，沒有總會、分會，沒有牧師、平信徒，沒有教堂隨處都可聚會等等，所有信徒稱對方「弟兄」和「姐妹」。外人根據他們的特點來稱呼他們為「普利茅斯弟兄會」（Plymouth Brethren）。

## 起源
1820年代後期，弟兄運動幾乎在同一時間在不同地方，包括都柏林、倫敦、普利茅斯等地開始〔並非集中普利茅斯〕，各群體之間一開始沒有直接接觸。1825年，在都柏林，爱德华·克伦宁和爱德华·威尔逊（Edward Wilson）决定脱离宗派，不再去教堂，开始在家中自行聚会、擘饼，开始了第一次的“奉主名聚会”，后来，爱德华·威尔逊离开英国，但是法兰西斯·赫契生、约翰·贝勒特、约翰·纳尔逊·达秘、安东尼·葛若弗斯陆续加入了他们。
几乎同时，约翰·柏纽尔 和他的朋友也开始了另一处类似的“奉主名聚会”。后来他们彼此发现了对方的存在，于是集中在都柏林菲茨威廉广场9号的赫契生住所聚会。后来人数加多，于是约翰·柏纽尔租下安及亚街一座拍卖场所，作为聚会场所。他們開始不提教派分歧，只奉耶穌基督的名在各人家中聚會，一同讀經、禱告、自由交流屬靈經驗，特別是在每個主日一同舉行記念耶穌的擘餅聚會（break bread，又稱或），表明他們在基督裡的合一。
人數增加以後，已經沒有一個家庭可以容納，於是他們就租了一個拍賣場，作主日聚會之用，不過仍然沒建教堂，只有作會所；到星期六，他們到那裡動手移開傢具。這是愛爾蘭聚會的開始。由於他們到各處旅行，類似的「奉主名聚會」就在愛爾蘭和英格蘭各地興起，形成一個聲勢浩大的運動，在稱為普利茅斯弟兄會。

## 分裂
1848年，他們中間就因為是否接納所有信徒參加的擘餅聚會的問題，而分成了「閉關弟兄會」（Exclusive Brethren）和「開放弟兄會」（Open Brethren）兩派。

## 特徵
弟兄運動的基督徒基本上和保守的福音派基督徒一樣，並與其他福音派基督教團體有許多共通之處。其顯著的不同之處在於，在他們的一些做法和集會，包括：
- 弟兄，不是會員
- 沒有神職人員〔如牧師〕
- 每週舉行擘餅聚會
- 不要求捐贈
- 無支薪人員

## 影響
因弟兄運動的影響，許多教會開始強調不屬於任何宗派。弟兄運動的許多學說現在已被廣泛被基督教界接受。其中包括：
- 信徒皆祭司
- 末世
- 被提

弟兄運動在華人教會中留下了巨大的影響，一些人也成為了運動分子，不再參與教派並組建所謂的召會體系。例如倪柝聲的《教會的正統》認為弟兄運動是《啟示錄》第2至3章中，回到使徒正統，弟兄相愛的非拉鐵非教會。弟兄運動的另一名领袖牧师是于宏潔。

## 领袖
- 法兰西斯·赫契生
- Lancelot Brenton：将圣经希腊文七十士译本 翻译为英文[1]
- F.F. Bruce — 20世纪圣经学者、护教者
- 约翰·贝勒特[2]— prized Classics researcher of 剑桥大学三一学院
- 博饶本（1861年，——1945年），教会历史学者，《走天路的教会》一书的作者。
- 爱德华·克伦宁[3]—  a pioneer of homoeopathy
- 喬治·卡亭—《救、知、樂》（Safety, Certainty, and Enjoyment）的作者
- Aleister Crowley[4]— occultist and mystic，生于闭关弟兄会
- 约翰·纳尔逊·达秘 [5]— 著名布道家，现代被提教义（时代论）之父
- Jim Elliot[6]— 传教士
- James George Deck[7]— 前往 新西兰的传教士
- Ken Follett—author of The Pillars of the Earth，生于弟兄会家庭
- 安东尼·葛若弗斯[8]— 前往巴格达和印度的传教士
- 埃德蒙·戈斯— 诗人、作家、评论家。生于普利茅斯弟兄会家庭。写作关于教育的书籍《父与子》。
- 菲利普·亨利·戈斯[9]— naturalist、海洋生物学家
- Harry Ironside[10]— 圣经教师、布道家、作家，晚年成为芝加哥穆迪纪念教堂牧师
- 威廉·開雷（William Kelly）－許多解經書的作者
- Brian D. McLaren - a prominent and controversial voice in the Emerging Church movement.生于弟兄会家庭，祖父是在安哥拉的传教士[11]
- 查理·马金多[12]— 19世纪著名基督教著作作者，以他的《五經略解》著名。
- Jim McCotter - 早年是弟兄会成员，离开后创建大使命教会
- 乔治·慕勒[13]—布里斯托尔孤儿院的创建者，Bethesda 会堂的教师
- Thomas Newberry[14]— well known for the Newberry Reference Bible, which uses a system of symbols to explain verb tenses
- 法兰西斯·纽曼[15]，约翰·纽曼枢机司鐸的弟弟
- 班杰明·威尔斯·牛顿[16]前贵格会信徒
- 约翰·柏纽尔 (第二任刚克利顿男爵)
- Arthur Rendle Short[17]— 布里斯托尔大学外科学教授、作家
- 杜叶锡恩（1913-2015），弟兄会派往中国南昌的女传教士（1947-1951），后来成为香港著名政治人物，其後因不堪基要主義對人性的扭曲，毅然離開弟兄會（參看外部連結）。
- WE Vine - author of "Vines Expository Dictionary" and numerous commentaries[18]
- Jim Wallis - 福音派基督徒作家、政治活动家，生于弟兄会家庭，创办、编辑Sojourners Magazine
- 爱德华·威尔逊 [19]-弟兄会创始人之一

### 引用
1. ↑  .   [2007-09-02]. （原始内容存档于2019-10-04）.
2. ↑  .   [2007-09-02]. （原始内容存档于2010-08-12）.
3. ↑  .   [2007-09-02]. （原始内容存档于2016-03-04）.
4. ↑  .   [2007-09-02]. （原始内容存档于2009-03-07）.
5. ↑  .   [2007-09-02]. （原始内容存档于2020-02-22）.
6. ↑  .   [2007-09-02]. （原始内容存档于2021-02-16）.
7. ↑  .   [2021-12-25]. （原始内容存档于2010-05-23）. 外部链接存在于|title= (帮助)
8. ↑  .   [2010-10-24]. （原始内容存档于2009-10-12）.
9. ↑  .   [2007-09-02]. （原始内容存档于2008-06-11）.
10. ↑  .   [2015-08-04]. （原始内容存档于2007-12-17）.
11. ↑  .   [2007-09-02]. （原始内容存档于2021-02-16）.
12. ↑  .   [2007-09-02]. （原始内容存档于2021-02-16）.
13. ↑  .   [2015-08-04]. （原始内容存档于2006-04-27）.
14. ↑  .   [2007-09-02]. （原始内容存档于2020-09-09）.
15. ↑  .   [2007-07-25]. （原始内容存档于2007-11-28）.
16. ↑  http://www.spurgeon.org/s_and_t/pb2.htm 的存檔，存档日期2010-06-26.
17. ↑  W.Melville Capper and Douglas Johnson, "Arthur Rendle Short", Inter Varsity, 1954
18. ↑  http://www.wordsearchbible.com/ 的存檔，存档日期2011-07-18.
19. ↑  .   [2007年9月2日]. （原始内容存档于2007年8月30日）.

### 书籍
- Coad, F. Roy - 弟兄运动的历史. (2001)
- Ironside, H. A. - 弟兄运动简史. (1985)
- Smith, Natan Dylan. - 起源，更新与弟兄会. (1996)
- Strauch, Alexander. - Biblical Eldership: An Urgent Call to Restore Biblical Church Leadership. (1995)